# Molliens-Dreuil
Molliens-Dreuil est une commune française située dans le département de la Somme, en région Hauts-de-France.
Elle a été constituée par la fusion, début 1972, de Molliens-Vidame  et de Dreuil-lès-Molliens.

## Géographie

### Localisation
Molliens-Dreuil est un village picard de l'Amiénois.
À vol d'oiseau, la localité est située à 20 km à l'ouest d'Amiens, 28 km au sud-est d'Abbeville et à 49 km au nord de Beauvais.
Le territoire de la commune est limitrophe de ceux de sept communes.
Les communes limitrophes sont  Bougainville, Camps-en-Amiénois, Hornoy-le-Bourg, Montagne-Fayel, Oissy, Riencourt et Saint-Aubin-Montenoy.

### Environnement
Les larris de Molliens et Saint-Aubin-Montenoy.

### Hydrographie

#### Réseau hydrographique
La commune est située dans le bassin Artois-Picardie. Elle est drainée par la rivière du Saint-Landon.
Le Saint-Landon, affluent de la rive gauche du fleuve côtier La Somme, prend sa source à Molliens-Dreuil. Toutefois, sur le territoire communal, il ne s'agit que d'une rivière intermittente, son flux devenant permanent à partir d'Oissy,.

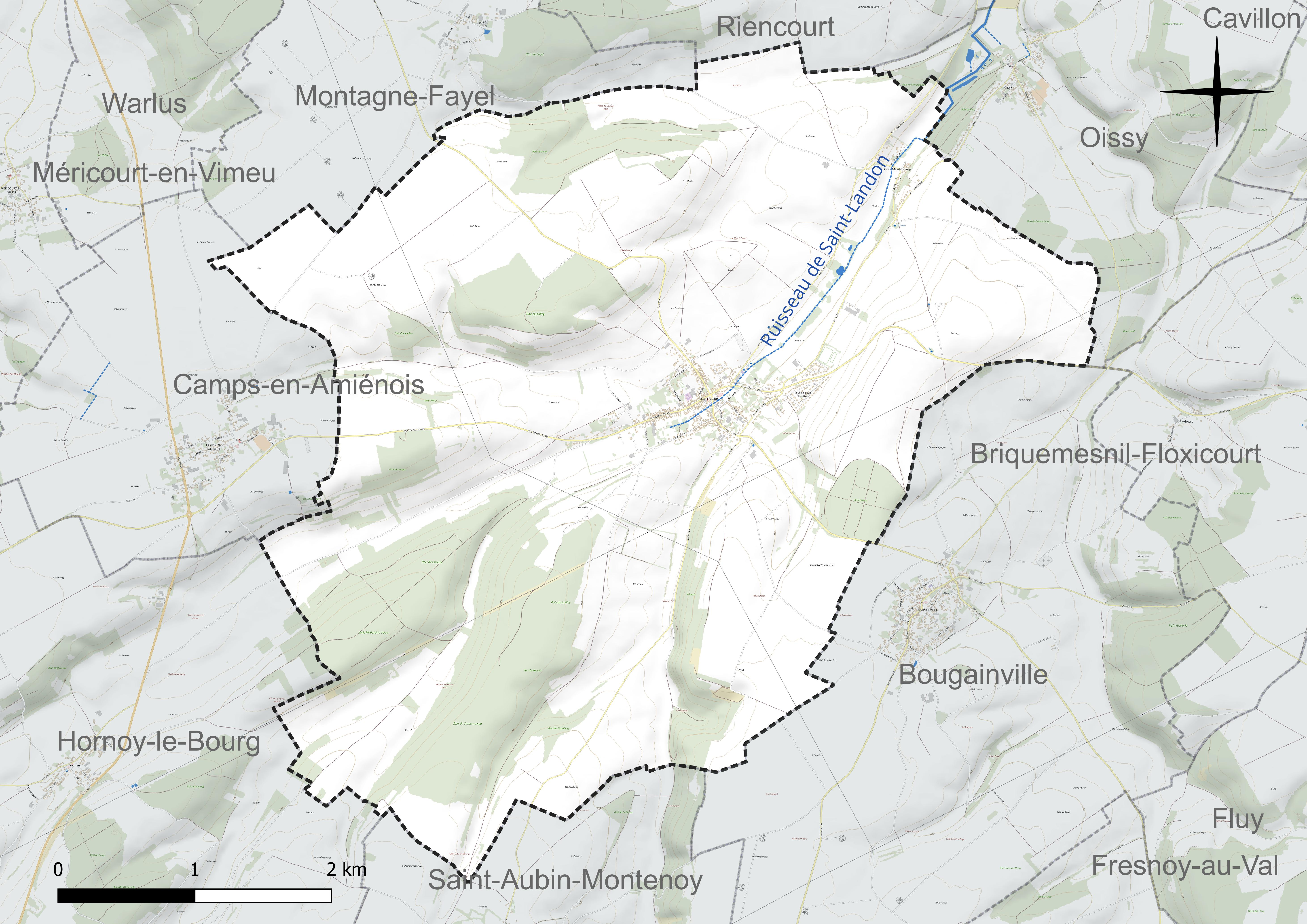
Réseau hydrographique de Molliens-Dreuil.

#### Gestion et qualité des eaux
Le territoire communal est couvert par le schéma d'aménagement et de gestion des eaux (SAGE) « Somme aval et Cours d'eau côtiers ». Ce document de planification concerne un territoire de 1 835 km2 de superficie, délimité par le bassin versant de la Somme canalisée. Le périmètre a été arrêté le 29 avril 2010 et le SAGE proprement dit a été approuvé le 6 août 2019. La structure porteuse de l'élaboration et de la mise en œuvre est le syndicat mixte d'aménagement hydraulique du bassin versant de la Somme (AMEVA).
La qualité des cours d'eau peut être consultée sur un site dédié géré par les agences de l'eau et l'Agence française pour la biodiversité.

### Climat
Pour des articles plus généraux, voir Climat des Hauts-de-France et Climat de la Somme.
En 2010, le climat de la commune est de type climat océanique dégradé des plaines du Centre et du Nord, selon une étude du CNRS s'appuyant sur une série de données couvrant la période 1971-2000. En 2020, Météo-France publie une typologie des climats de la France métropolitaine dans laquelle la commune est exposée à un climat océanique et est dans la région climatique Côtes de la Manche orientale, caractérisée par un faible ensoleillement (1 550 h/an) ; forte humidité de l'air (plus de 20 h/jour avec humidité relative > 80 % en hiver), vents forts fréquents.
Pour la période 1971-2000, la température annuelle moyenne est de 10,3 °C, avec une amplitude thermique annuelle de 13,6 °C. Le cumul annuel moyen de précipitations est de 710 mm, avec 11,9 jours de précipitations en janvier et 8,6 jours en juillet. Pour la période 1991-2020, la température moyenne annuelle observée sur la station météorologique la plus proche, située sur la commune d'Oisemont à 20 km à vol d'oiseau, est de 11,1 °C et le cumul annuel moyen de précipitations est de 801,4 mm,. Pour l'avenir, les paramètres climatiques de la commune estimés pour 2050 selon différents scénarios d'émission de gaz à effet de serre sont consultables sur un site dédié publié par Météo-France en novembre 2022.

## Urbanisme

### Typologie
Au 1er janvier 2024, Molliens-Dreuil est catégorisée bourg rural, selon la nouvelle grille communale de densité à sept niveaux définie par l'Insee en 2022.
Elle est située hors unité urbaine. Par ailleurs la commune fait partie de l'aire d'attraction d'Amiens, dont elle est une commune de la couronne,. Cette aire, qui regroupe 369 communes, est catégorisée dans les aires de 200 000 à moins de 700 000 habitants,.

### Occupation des sols
L'occupation des sols de la commune, telle qu'elle ressort de la base de données européenne d'occupation biophysique des sols Corine Land Cover (CLC), est marquée par l'importance des territoires agricoles (74,8 % en 2018), une proportion identique à celle de 1990 (74,8 %). La répartition détaillée en 2018 est la suivante : 
terres arables (71,2 %), forêts (22,4 %), prairies (3,6 %), zones urbanisées (2,9 %). L'évolution de l'occupation des sols de la commune et de ses infrastructures peut être observée sur les différentes représentations cartographiques du territoire : la carte de Cassini (XVIIIe siècle), la carte d'état-major (1820-1866) et les cartes ou photos aériennes de l'IGN pour la période actuelle (1950 à aujourd'hui).

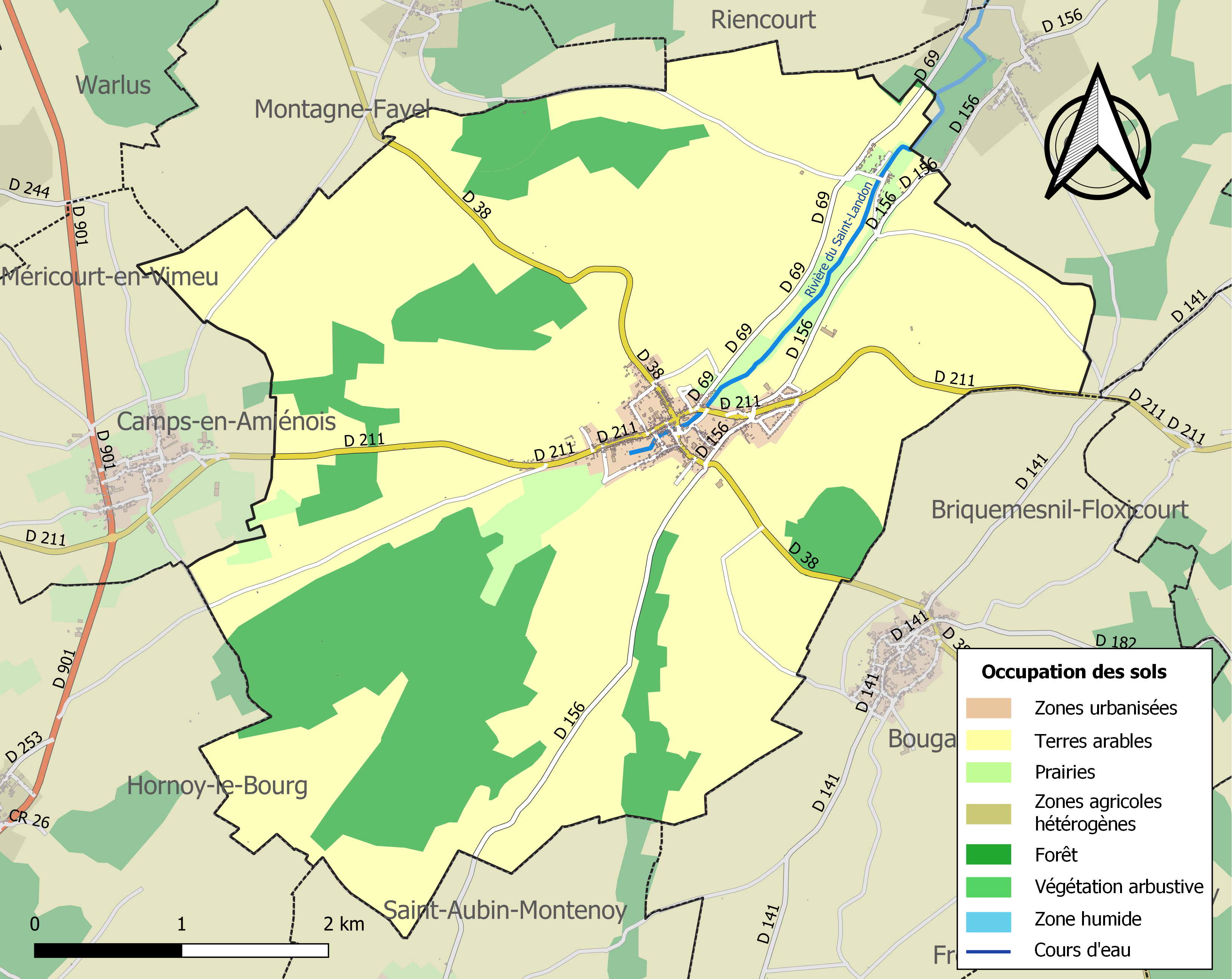
Carte des infrastructures et de l'occupation des sols de la commune en 2018 (CLC).

### Hameaux, lieux-dits et écarts
Le hameau de Dreuil-lès-Molliens, ancienne commune autonome, est accessible depuis le bourg  par la route départementale no 69 qui continue en direction du nord, en longeant le ruisseau de Saint-Landon, vers Riencourt.

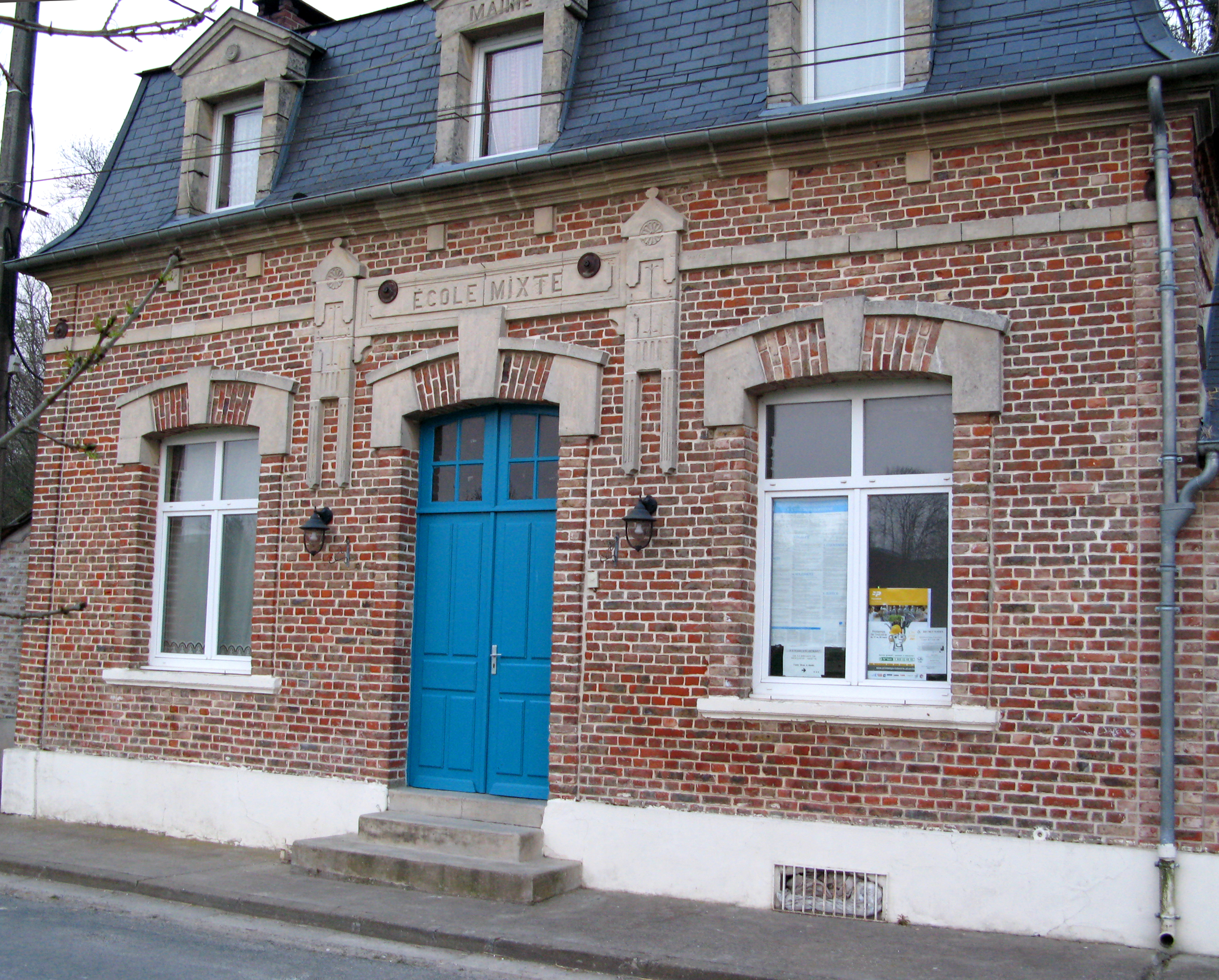
Marie-école de l'ancienne commune de Dreuil-lès-Molliens.

### Voies de communication et transports
En 2019, le bourg est desservi par la ligne d'autocars no 4 (Blangy-sur-Bresle - Amiens) du réseau Trans'80, Hauts-de-France, chaque jour de la semaine sauf le dimanche et les jours fériés.

## Toponymie
Molliens a été désignée sous les noms de Moiliens (1142) ; Moilins (1174) ; Moliens (1175) ; Moylens (1210) ; Moyliens (1215) ; Moilien (1228) ; Morleens (1373) ; Morliens (1379) ; Moiliens-le-Vidame (1291) ; Morlyens (XIIIe siècle.) ; Molanus (1301) ; Moilliens (1316) ; Molliens-le-Vidame (1507) ; Molliens (1507) ; Mollien-le-Vidame (1579) ; Molien-le-Vidame (1657) ; Molin-le-Vidame (1681) ; Molens (1698) ; Molien (1773) ; Moliens-le-Vidame (1705) ; Moliens-Vidame (1763) ; Molliens-Vidame (1801),.
Dreuil est attesté sous les formes Druellum (1154) ; Drueul (1164) ; Druol (1164) ; Druoil (1175) ; Druel (1176) ; Druuel (1215) ; Dreul (1223) ; Drueul juxta Molanum (1301) ; Drueul dessous Moilliens (1301) ; Droeul (1371) ; Drueil (1710) ; Dreuil (1733) ; Dreuil-sous-Molliens (1757) ; Dreuil-lès-Molliens (1763).

C'est un toponyme lié le plus souvent au chêne, du bas-latin *derulla issu du gaulois, équivalent picard de l'oïl drouil, druille « chêne noir à la l'écorce rugueuse, à la végétation tardive ».

## Histoire
Au XIXe siècle, les vestiges d'une villa romaine ont été découverts, puis, en 2015, une nécropole mérovingienne sitiuée dans le bourg.
La châtellenie relevait de Picquigny du XIIe siècle à la Révolution française ; Molliens est érigée en commune médiévale de 1209, à 1780.
Dreuil était une pairie de la châtellenie de Picquigny[réf. nécessaire].
En 1888, l'école publique des filles est laïcisée, c'est-à-dire que l'enseignement n'est plus confié au clergé.
Molliens-Vidame a été desservie de 1891 à 1947 par la ligne Amiens - Aumale des Chemins de fer départementaux de la Somme, un réseau de chemin de fer secondaire à voie métrique, favorisant les déplacements des habitants et le développement économique du bourg, et rendant un service incomparablement supérieur et moins onéreux que le transport journalier par diligence entre Amiens, Milliens-Vidame, Hornoy et Liomer qui était mentionné en 1864. L'autocar  ligne d'autocars no 4 (Blangy-sur-Bresle - Amiens) du réseau Trans'80 en est un lointain successeur.

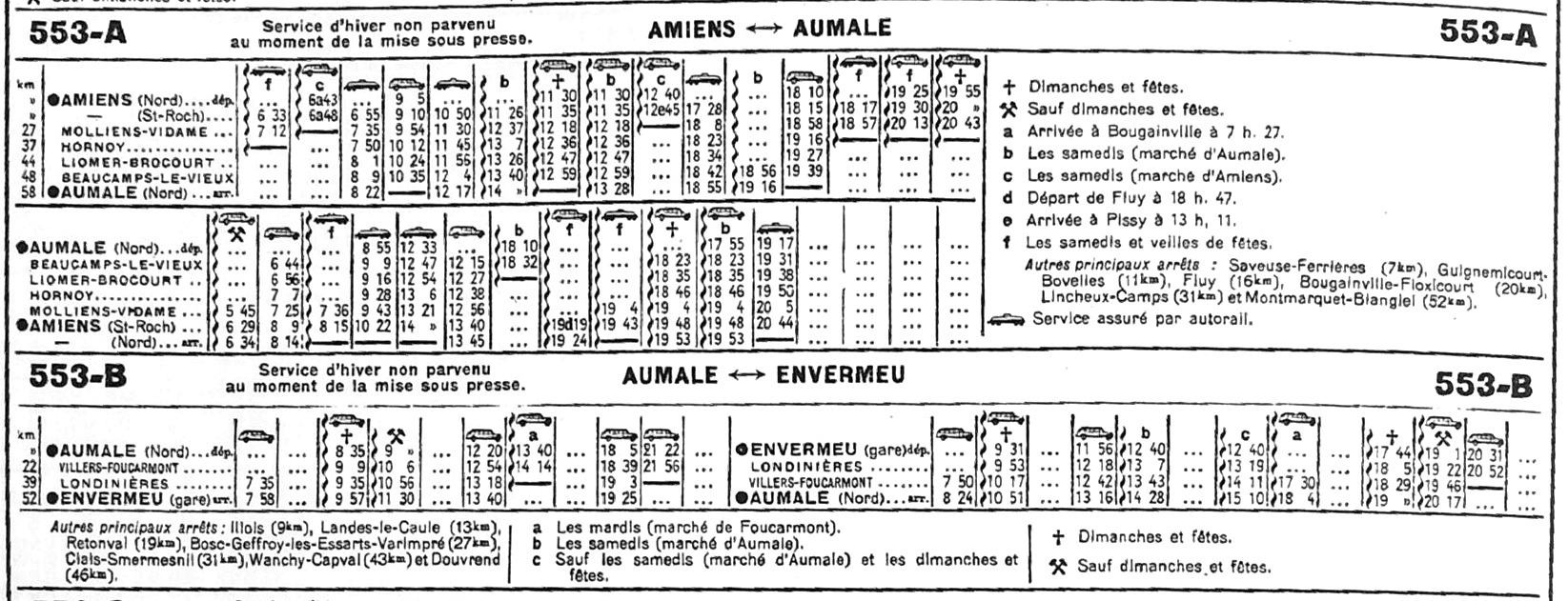
Horaires de la ligne en 1936. Une partie des circulations était déjà assurée par autocars
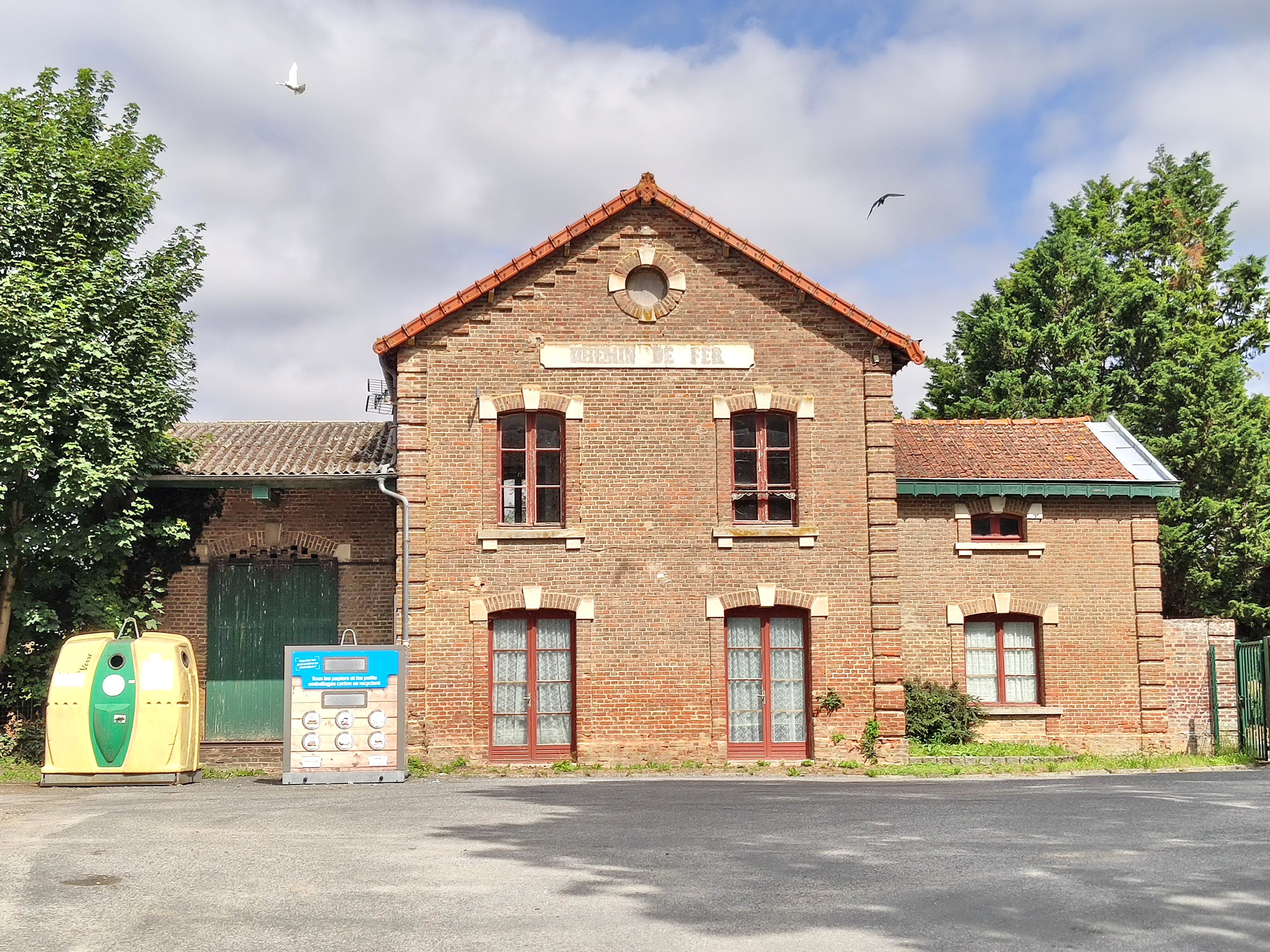
Le bâtiment de la gare en 2020

Durant la Bataille de France de la Seconde Guerre mondiale, le 7e régiment de cuirassiers du lieutenant-colonel de Langle est détruit le 6 juin 1940 par la 7e Panzerdivision de Rommel.
Un train  a été mitraillé près de la gare de Molliens-Dreuil par l'aviation alliée le 24 juin 1944, tuant vingt-sept des soixante-dix passagers.
Molliens-Vidame est libérée le 1er septembre 1944 par la 4e brigade blindée britannique (escadron C du 11e hussard écossais),.
Fait divers : le 5 novembre 1954, on observa un O.V.N.I. à Molliens-Vidame.

## Politique et administration

### Rattachements administratifs et électoraux
Par arrêté du 19 septembre 1972, qui a pris effet le 1er août 1972, la commune de Dreuil-lès-Molliens est rattachée à Molliens-Vidame (fusion-association) qui devint Molliens-Dreuil.
La commune ainsi formée  se trouve dans l'arrondissement d'Amiens du département de la Somme. Pour l'élection des députés, elle fait partie depuis 2012 de la troisième circonscription de la Somme.
Elle était depuis 1793 le chef-lieu du canton de Molliens-Dreuil. Dans le cadre du redécoupage cantonal de 2014 en France, la commune est intégrée au canton d'Ailly-sur-Somme.

### Intercommunalité
La commune était membre de la communauté de communes du Sud-Ouest Amiénois (CCSOA), créée en 2004.
Dans le cadre des dispositions de la loi portant nouvelle organisation territoriale de la République du 7 août 2015, qui prévoit que les établissements publics de coopération intercommunale (EPCI) à fiscalité propre doivent avoir un minimum de 15 000 habitants, la préfète de la Somme propose en octobre 2015 un projet de nouveau schéma départemental de coopération intercommunale (SDCI) qui prévoit la réduction de 28 à 16 du nombre des intercommunalités à fiscalité propre du département.
Ce projet prévoit la « fusion des communautés de communes du Sud-Ouest Amiénois, du Contynois et de la région d'Oisemont », le nouvel ensemble de 37 412 habitants regroupant 120 communes,. À la suite de l'avis favorable de la commission départementale de coopération intercommunale en janvier 2016, la préfecture sollicite l'avis formel des conseils municipaux et communautaires concernés en vue de la mise en œuvre de la fusion.
La communauté de communes Somme Sud-Ouest (CC2SO), dont est désormais membre la commune, est ainsi créée au 1er janvier 2017.

### Liste des maires
| Période | Période | Identité                     | Étiquette   | Qualité |
| ------- | ------- | ---------------------------- | ----------- | --- |
| 06/1800 | 02/1808 | Victor Marie Joseph Caron    |             | Cultivateur et marchand. |
| 02/1808 | 12/1809 | Jean Athanase Verrier        |             | |
| 12/1809 | 09/1815 | André Achille Verrier        |             | Notaire. |
| 09/1815 | 11/1816 | Thimoléon Chassepot de Pissy |             | Propriétaire, militaire. |
| 11/1816 | 1839    | Pierre Trencart              |             | Ancien militaire. Ancien élève de l'école normale. Propriétaire et cultivateur. Conseiller d'arrondissement du canton de Molliens-Vidame (1833 → 1843). |
| 1839    | 10/1896 | Auguste Trencart             |             | Fils du maire précédent. Propriétaire, agriculteur. Conseiller d'arrondissement du canton de Molliens-Vidame (1843 → 1848).                             |
| 12/1896 | 02/1921 | Edmond Séclet                | Républicain | Propriétaire, agriculteur. Conseiller général de Molliens-Vidame (1898 → 1919).                                                                         |
| 04/1921 | 12/1940 | Léandre Dupuis               |             | Pharmacien. Conseiller du canton de Molliens-Vidame[réf. nécessaire] (1931-1943)                                                                        |
| 12/1940 | 07/1945 | Ernest Millecamps            |             | Ouvrier bijoutier. |
| 07/1945 | 03/1959 | Armand Ternisien             |             | Quincaillier. |
| 03/1959 | 01/1970 | Bernard Dubois               |             | Notaire. |
| 03/1970 | 12/1972 | Victor Delezenne             |             | Docteur en médecine. |

| Période   | Période                       | Identité            | Étiquette | Qualité                          |
| --------- | ----------------------------- | ------------------- | --------- | -------------------------------- |
| 12/1972   | 1989                          | Victor Delezenne    | SE        | médecin                          |
| mars 1989 | 2001                          | Francis Becquet     | SE        | contrôleur laitier               |
| mars 2001 | 2014                          | Victor Delezenne    | SE        | médecin retraité                 |
| 2014      | En cours (au 18 janvier 2023) | Sylvain Charbonnier |           | Réélu pour le mandat 2020-2026 , |

### Distinctions et labels
La commune a reçu en 2022 le prix du fleurissement remarquable du concours des villes et villages fleuris et espère obtenir en 2023 sa première fleur.

## Équipements et services publics

### Eau et déchets
La commune s'est dotée en 1978 d'une station d'épuration des eaux usées. Vétuste, elle est remplacée en 2022 par une nouvelle installation de type filtre et plantée de roseaux, ainsi qu'un nouveau réseau de collecte des eaux,.

### Enseignement

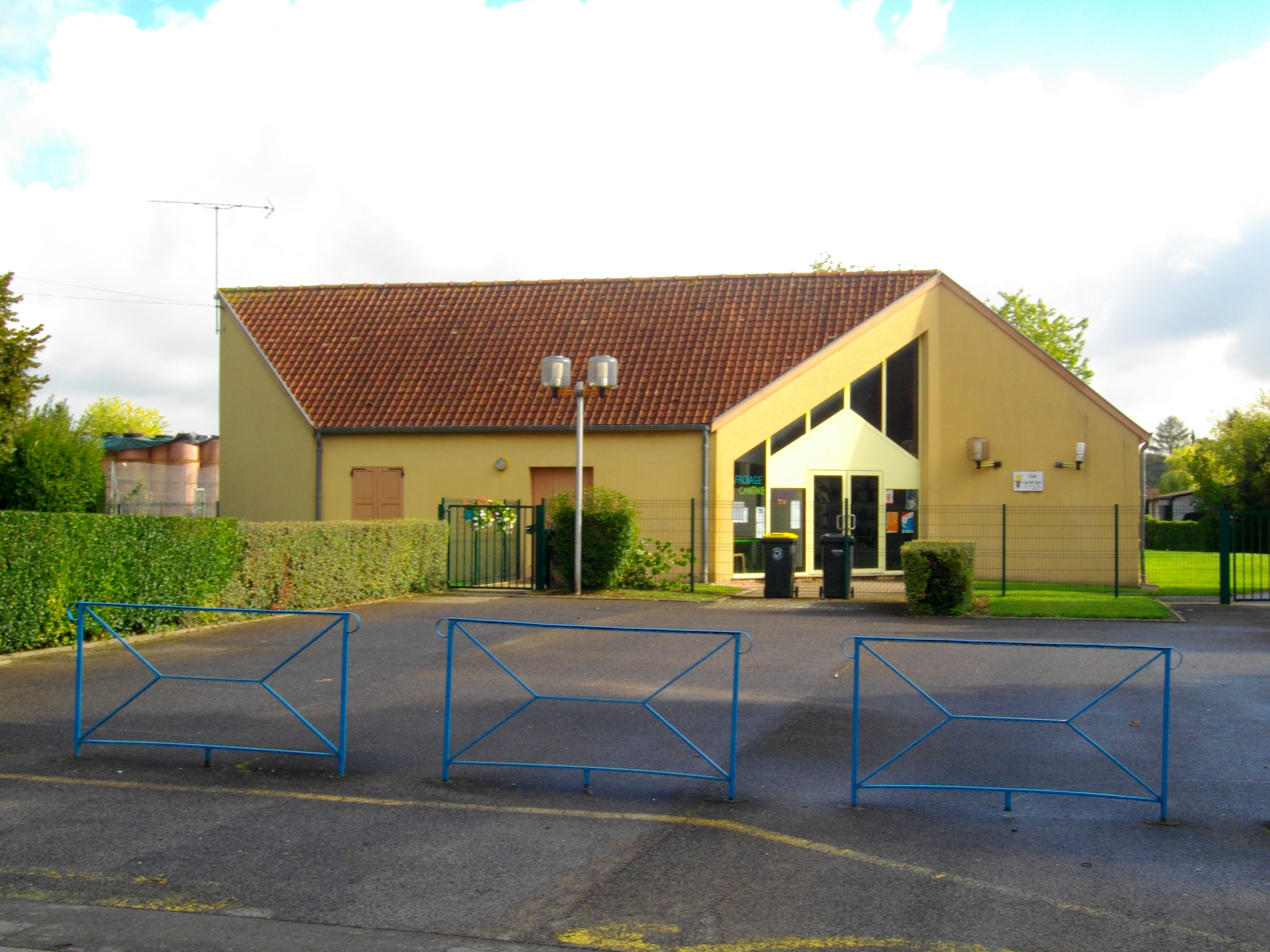
L'école maternelle.

La commune dispose d'une école primaire (élémentaire et maternelle) scolarisant environ 150 élèves en 2017.
Des travaux importants sont prévus en 2024 : construction de deux nouvelles classes, un restaurant et un accueil périscolaire dans un bâtiment neuf, l'amélioration thermique de l'existant et la création d'une cour intérieure.

### Équipements culturels
Une bibliothèque est implantée dans la commune, aménagée dans un bâtiment ancien semblant dater du XIXe siècle.
La commune dispose de la salle du Vidame, construite dans les années 1980 et destinée à être transformée en espace multiculturel au début des années 2020.

### Postes et télécommunications

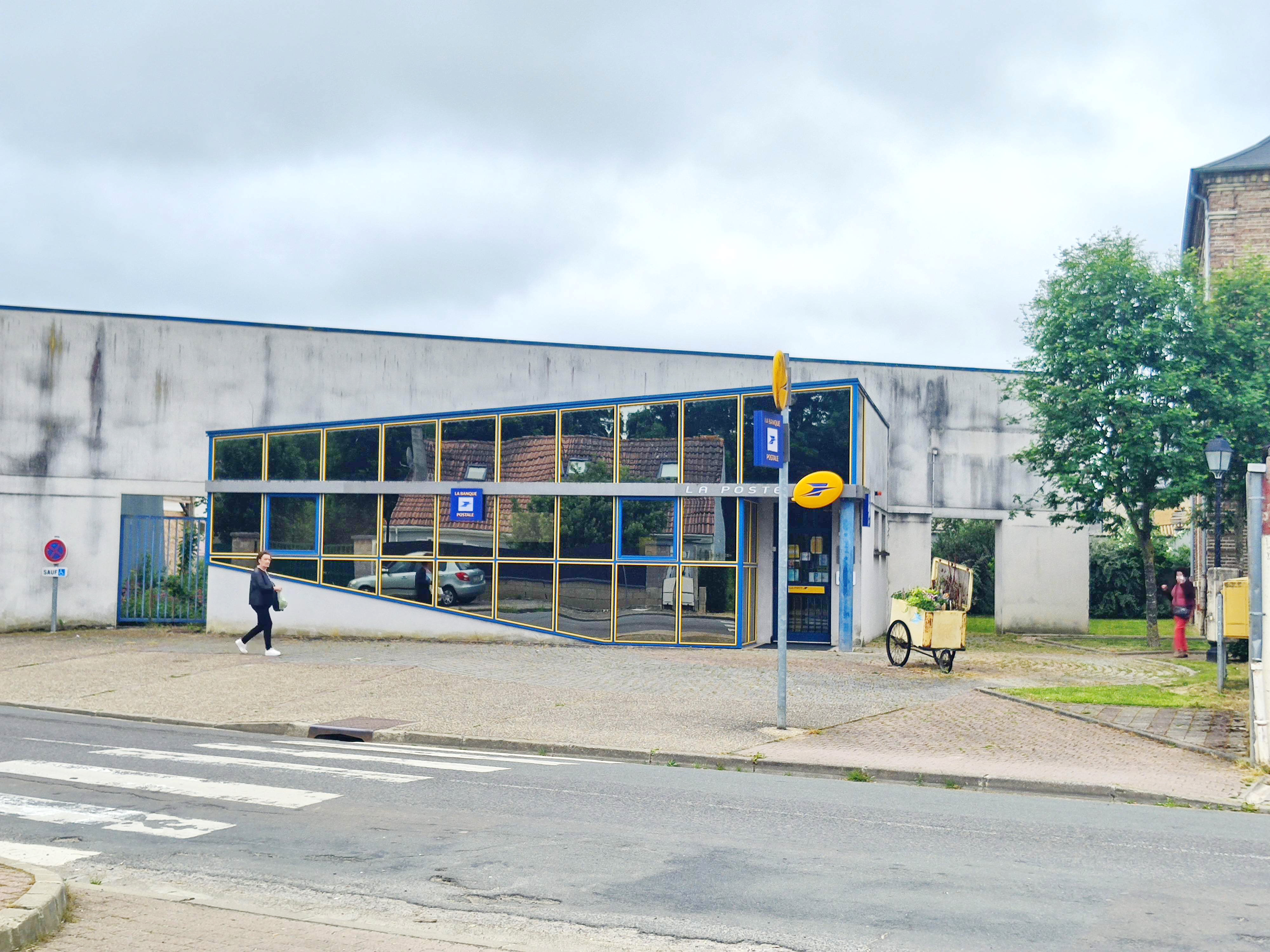
L'ancien bureau de poste.

Le  bureau de poste implanté dans la commune, menacé de longue date, ferme en 2023

### Santé
L'intercommunalité a créé en 2014 la maison de santé du Saint-Landon, qui accueille en 2021 quatre médecins généralistes.

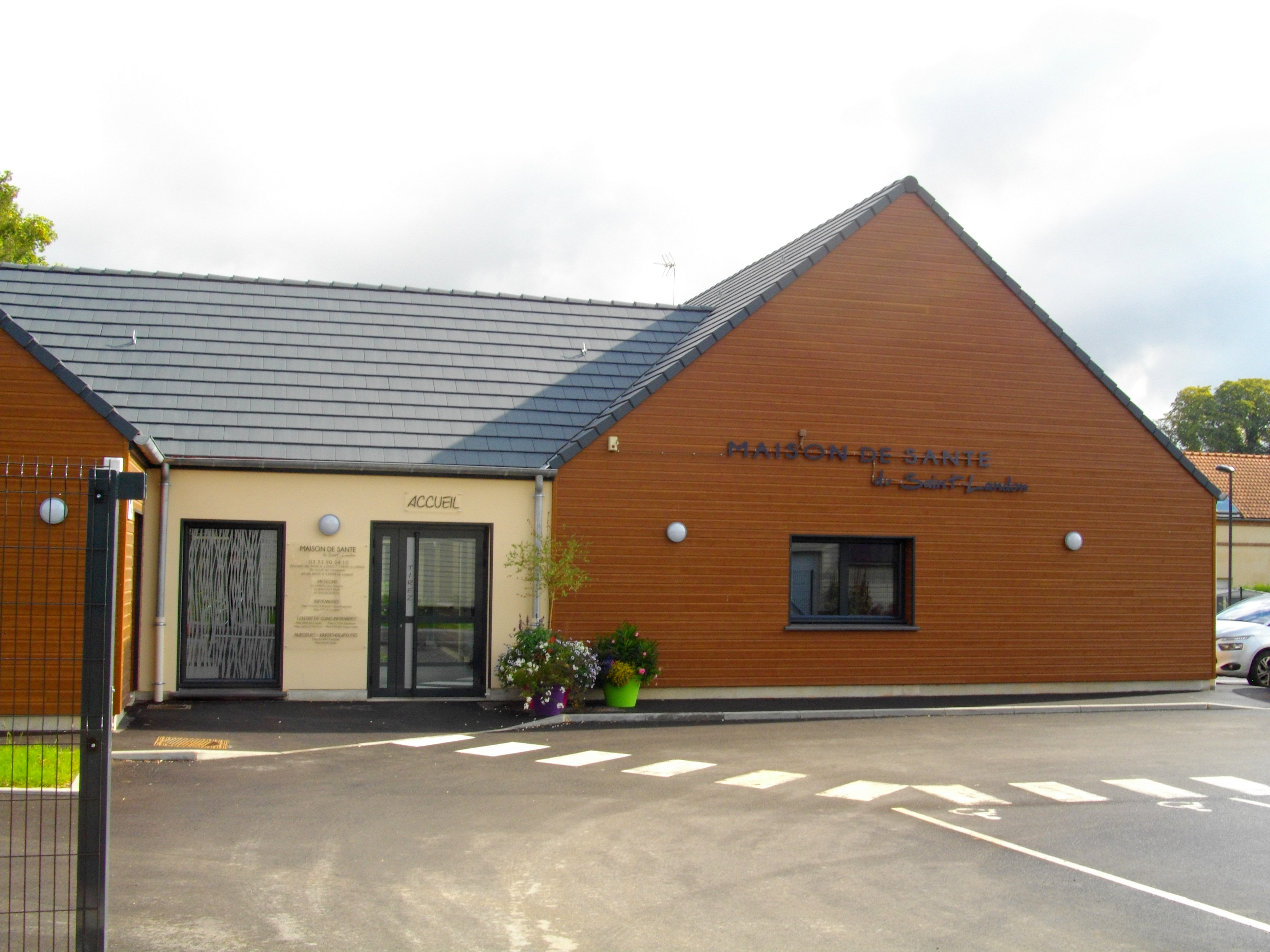
La maison de santé du Saint-Landon.

### Autres équipements
En 2023, la commune met en service une maison France Services.
Mollliens-Dreuil compte un stade, un parc intergénérationnel, un city stade complété en 2022 par un pump track.

## Population et société

### Démographie
L'évolution du nombre d'habitants est connue à travers les recensements de la population effectués dans la commune depuis 1793. Pour les communes de moins de 10 000 habitants, une enquête de recensement portant sur toute la population est réalisée tous les cinq ans, les populations de référence des années intermédiaires étant quant à elles estimées par interpolation ou extrapolation. Pour la commune, le premier recensement exhaustif entrant dans le cadre du nouveau dispositif a été réalisé en 2006.

En 2022, la commune comptait 924 habitants, en évolution de −1,07 % par rapport à 2016 (Somme : −1,26 %, France hors Mayotte : +2,11 %).
| 1793 | 1800 | 1806 | 1821 | 1831 | 1836 | 1841 | 1846 | 1851 |
| ---- | ---- | ---- | ---- | ---- | ---- | ---- | ---- | ---- |
| 798  | 836  | 845  | 810  | 836  | 868  | 819  | 791  | 805  |

| 1856 | 1861 | 1866 | 1872 | 1876 | 1881 | 1886 | 1891 | 1896 |
| ---- | ---- | ---- | ---- | ---- | ---- | ---- | ---- | ---- |
| 812  | 813  | 807  | 754  | 738  | 684  | 683  | 650  | 614  |

| 1901 | 1906 | 1911 | 1921 | 1926 | 1931 | 1936 | 1946 | 1954 |
| ---- | ---- | ---- | ---- | ---- | ---- | ---- | ---- | ---- |
| 607  | 605  | 584  | 537  | 549  | 567  | 564  | 594  | 543  |

| 1962 | 1968 | 1975 | 1982 | 1990 | 1999 | 2006 | 2011 | 2016 |
| ---- | ---- | ---- | ---- | ---- | ---- | ---- | ---- | ---- |
| 529  | 525  | 582  | 789  | 878  | 830  | 863  | 818  | 934  |

| 2021 | 2022 | - | - | - | - | - | - | - |
| ---- | ---- | - | - | - | - | - | - | - |
| 943  | 924  | - | - | - | - | - | - | - |

### Manifestations culturelles et festivités
- Foire agricole, le dernier dimanche d'octobre. 
Foire dite Saint-Simon organisée par l'Association Animation Culturelle de Molliens (AACM), anciennement dénommée Foire aux poulains, elle n'a malheureusement pas conservé son aspect agricole. À quelques années de là, on pouvait encore y trouver quelques animaux et du matériel agricole. Aujourd'hui, le déballage de brocanteurs et camelots en tous genres constitue l'attraction de cette journée[56]. Une présentation d'artisanat artistique a lieu dans la salle du Vidame.

- Fête patronale, le premier dimanche de juillet. L'église actuelle étant dédiée à saint Martin, la fête patronale correspond à l'anniversaire de la consécration épiscopale de saint Martin de Tours le 4 juillet, fête appelée Saint-Martin le Bouillant au Moyen Âge.

### Sports et loisirs
Molliens-Dreuil dispose d'un club de sports, l'Olympique Molliennois.

### Cultes
- La paroisse catholique  Saint-Simon du Molliénois comprend les 23 communes suivantes : Bougainville, Bovelles, Briquemesnil-Floxicourt, Camps-en-Amiénois, Cavillon, Clairy-Saulchoix, Creuse, Ferrières, Fluy, Fresnoy-au-Val, Guignemicourt, Le Mesge, Molliens-Dreuil, Montagne-Fayel, Namps-Maisnil, Oissy, Pissy, Quevauvillers, Revelles, Riencourt, Saint-Aubin-Montenoy, Saisseval, Seux[57].

## Économie
Le bourg a toujours eu une vocation agricole. Le maintien jusqu'à nos jours d'une foire l'atteste.
Bien évidemment, la vie économique de la localité a évolué, comme partout depuis les années 1970, avec le développement des moyens de locomotion et la mécanisation poussée de l'agriculture. Les modes de production se sont standardisés et industrialisés et les remembrements ne contribuent pas peu à faire disparaître l'aspect bocager de la campagne environnante. Parmi les plus récents exemples de ce monde rural en pleine mutation, à l'heure où se pose de plus en plus le problème d'une « économie durable », et que les villages près d'Amiens se transforment en zones résidentielles de pavillons-dortoirs, un sursaut protestataire s'est manifesté au sein la population de la région, à la suite de l'application de l'arrêté préfectoral du 2 mai 2007. Un GAEC du village proche de Cavillon tentant d'obtenir l'autorisation d'exploiter une porcherie de 16 300 porcs, le bourg de Molliens et tous les villages voisins devraient être concernés par différentes nuisances, qui soulèvent les craintes de près de 3 000 pétitionnaires dénombrés dès avant la dernière semaine de juin 2007[réf. nécessaire].
La municipalité a créé en 2020 un marché hebdomadaire, le samedi matin, place Bernard-Dubois.

## Culture locale et patrimoine

### Lieux et monuments
- Présence d'une motte féodale.

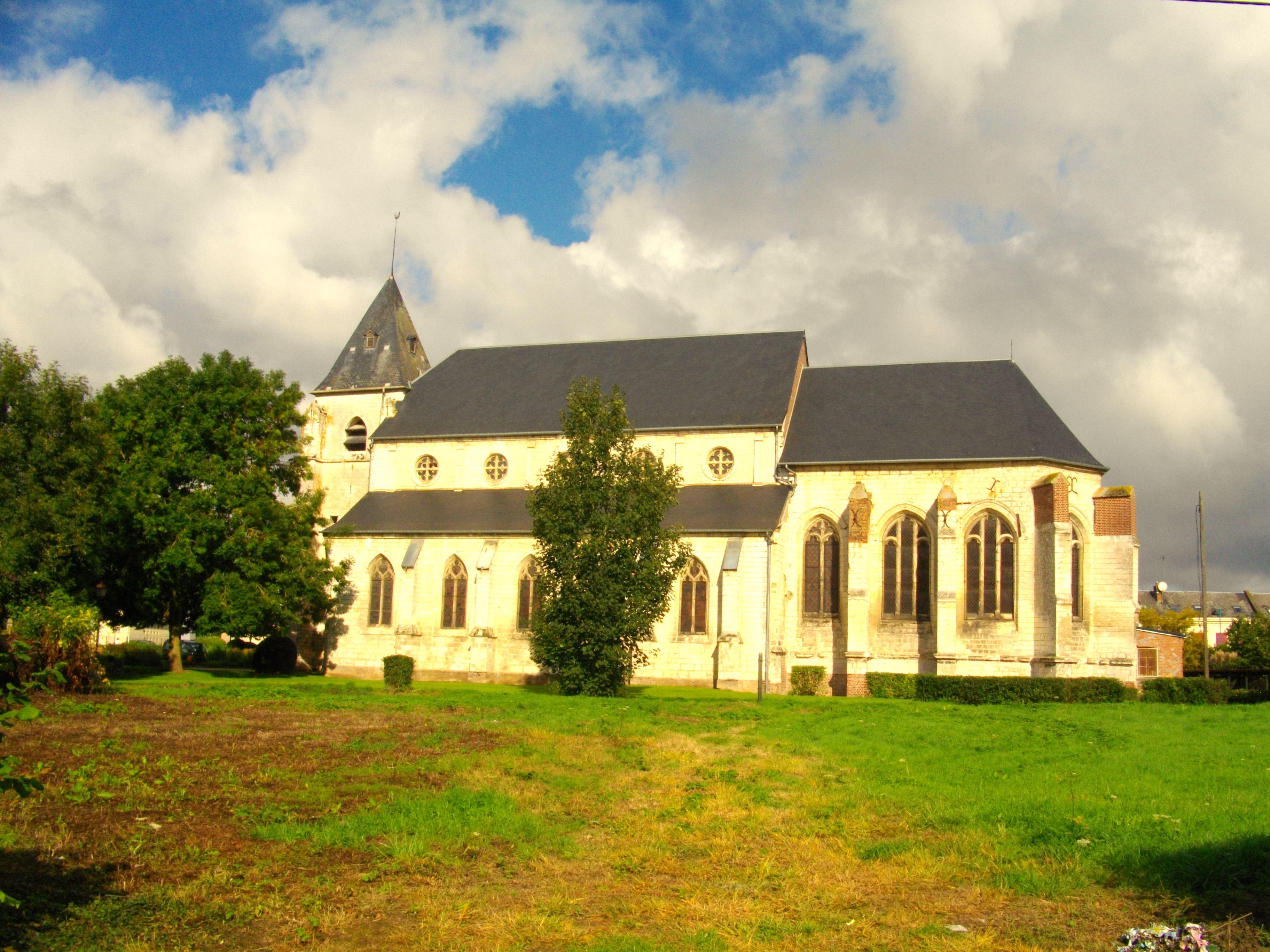
L'église.

- Église Saint-Pierre-aux-Liens de Dreuil (XVIe siècle)[59].
- Église Saint-Martin de Molliens (XVIIIe siècle)[60] : elle abrite un bas-relief (XVe siècle) représentant le Christ aux limbes, en bois peint, polychrome, de 70 cm de hauteur et propriété de la commune depuis le 1er avril 1915.

- Château de Molliens-Dreuil, du XIXe siècle, en briques de style Napoléon III (propriété privée, visible de la rue du Maréchal-Leclerc - RD 211)
- Chapelle funéraire près de l'église. Construite en 1860, elle est le seul élément subsistant de l'ancien cimetière[61].

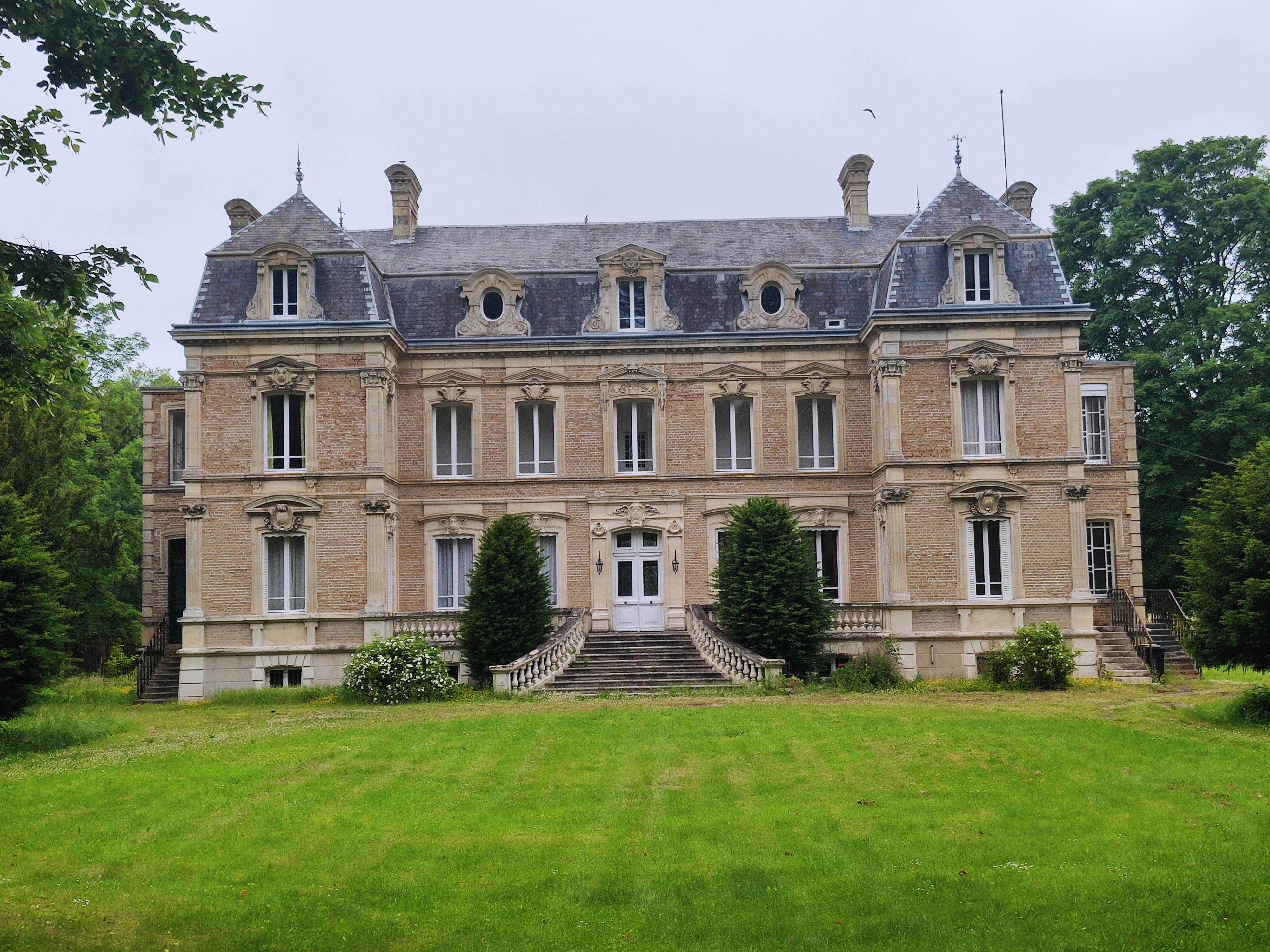
Le château
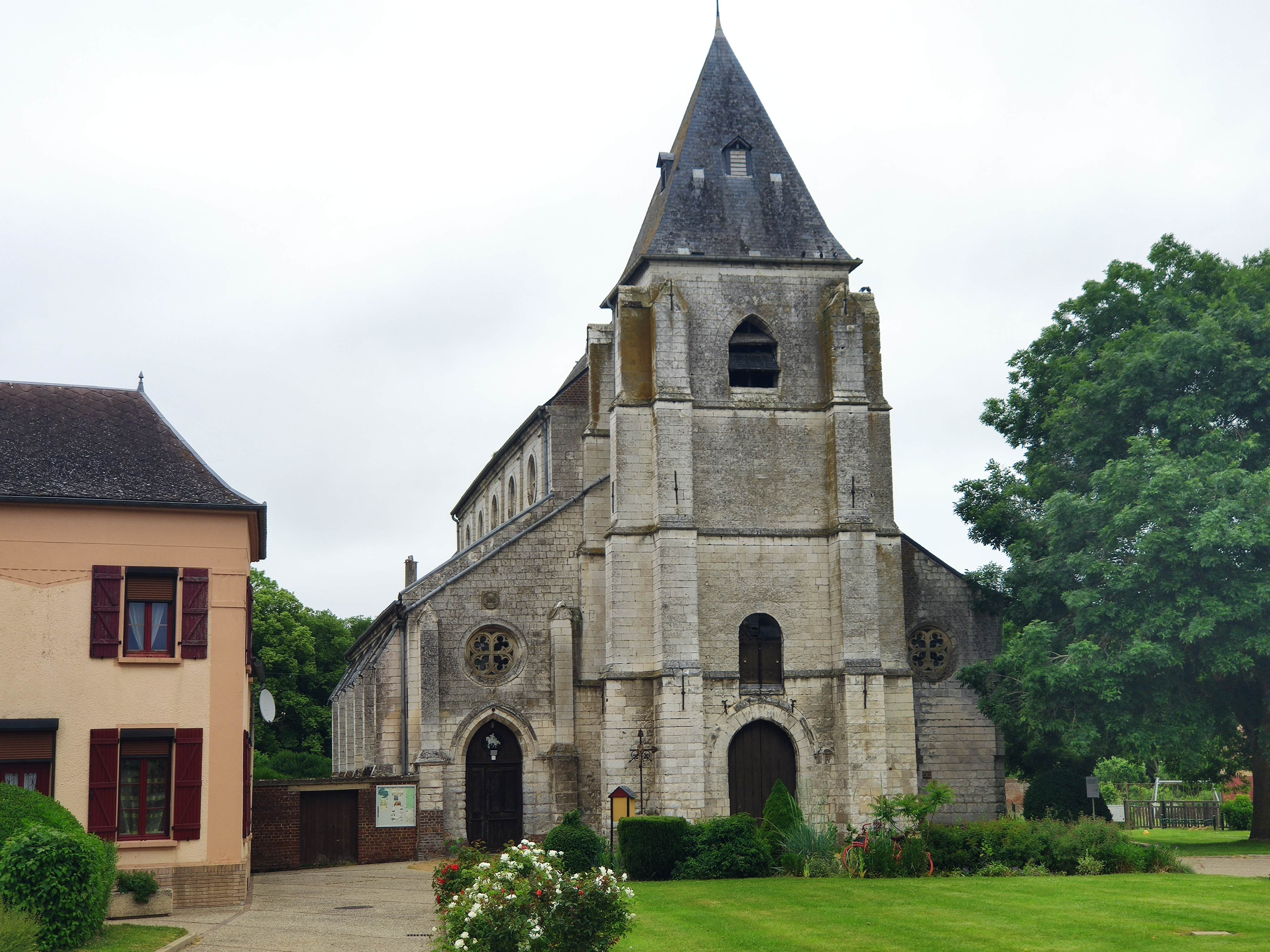
L'église
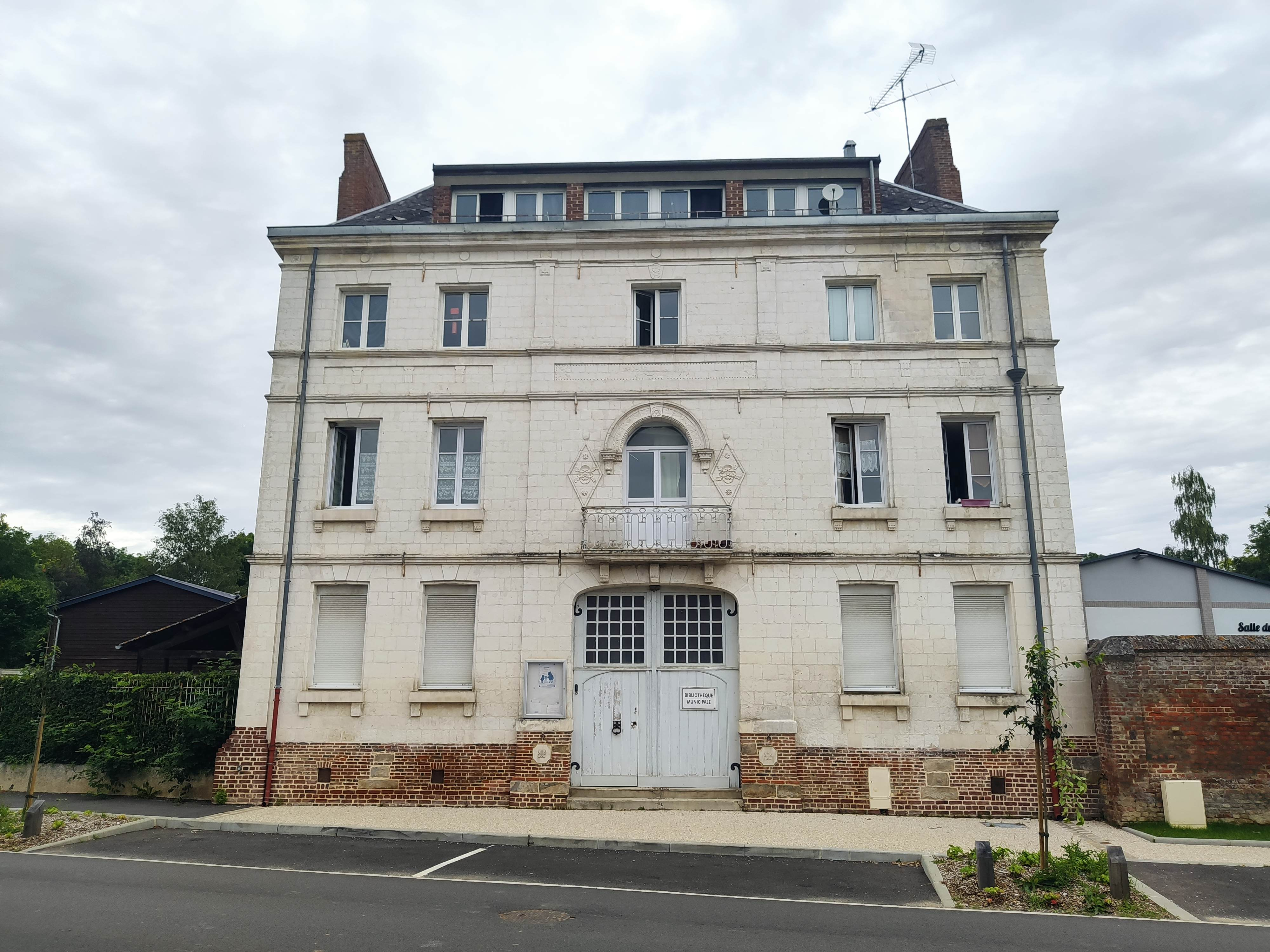
La bibliothèque municipale
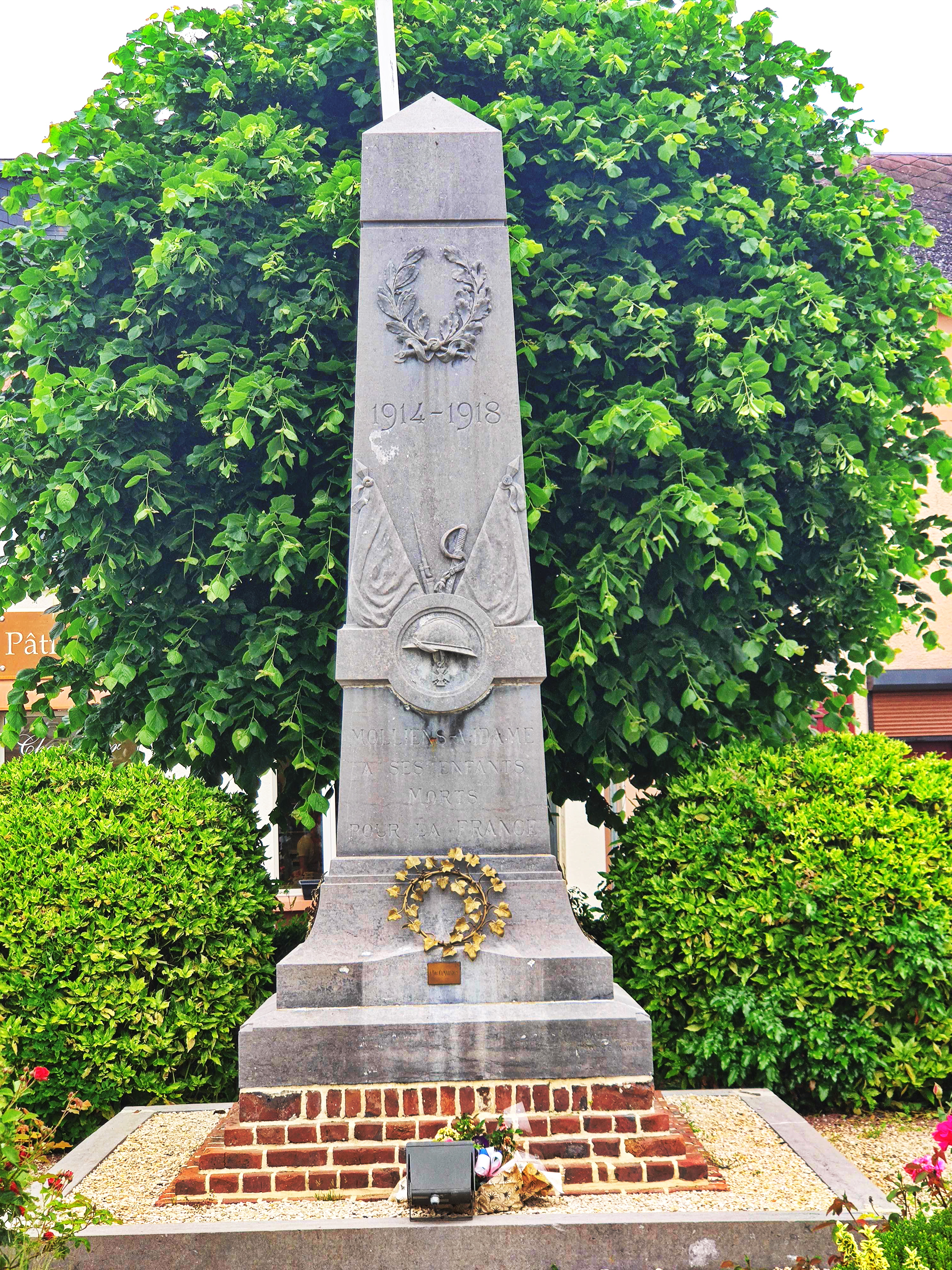
Monument aux morts

### Personnalités liées à la commune
- Le reclus de Molliens : dans la première moitié du XIIIe siècle, il s'agissait d'un ancien moine de Saint-Fuscien[20].

Appelé reclus parce qu'il avait choisi de vivre dans une cellule accolée à l'église Sainte-Marie à Molliens-Vidame, le moine Barthélémy est l'auteur de deux ouvrages moralisateurs : Le Roman de Carité, écrit vers 1224, une critique des états du monde et Le Roman de Miserere, composé autour de 1230, une exhortation à la pénitence, s'achevant par une invocation à la Vierge.

### Héraldique
| Blason de Molliens-Dreuil | Blason  | D'argent à trois fasces d'azur. |
| Blason de Molliens-Dreuil | Détails | Inspiré des armoiries des seigneurs de Picquigny, de qui Molliens relevait de 1209 jusqu'à la Révolution. Adopté par la municipalité. |